# Rybník Růže
Rybník Růže este o arie protejată (sit de importanță comunitară — SCI) din Republica Cehă întinsă pe o suprafață de 2,07 ha, integral pe uscat.

## Localizare
Centrul sitului Rybník Růže este situat la coordonatele 49°04′19″N 15°06′54″E / 49.071944°N 15.115°E.

## Înființare
Situl Rybník Růže a fost declarat sit de importanță comunitară în noiembrie 2009 pentru a proteja un număr necunoscut de specii din flora spontană și fauna sălbatică aflate în arealul zonei.

## Biodiversitate
Situată în ecoregiunea continentală, aria protejată conține 1 habitat natural: Lacuri eutrofice naturale cu vegetație de tip Magnopotamion sau Hydrocharition.
La baza desemnării sitului se află un număr nedeclarat de specii protejate.